# Mövenpick Hotels & Resorts
 (juin 2025).
La mise en forme du texte ne suit pas les recommandations de Wikipédia : il faut le « wikifier ».
Les points d'amélioration suivants sont les cas les plus fréquents. Le détail des points à revoir est peut-être précisé sur la page de discussion.
- Les titres sont pré-formatés par le logiciel. Ils ne sont ni en capitales, ni en gras.
- Le texte ne doit pas être écrit en capitales (les noms de famille non plus), ni en gras, ni en italique, ni en « petit »…
- Le gras n'est utilisé que pour surligner le titre de l'article dans l'introduction, une seule fois.
- L'italique est rarement utilisé : mots en langue étrangère, titres d'œuvres, noms de bateaux, etc.
- Les citations ne sont pas en italique mais en corps de texte normal. Elles sont entourées par des guillemets français : « et ».
- Les listes à puces sont à éviter, des paragraphes rédigés étant largement préférés. Les tableaux sont à réserver à la présentation de données structurées (résultats, etc.).
- Les appels de note de bas de page (petits chiffres en exposant, introduits par l'outil «  Source ») sont à placer entre la fin de phrase et le point final[comme ça].
- Les liens internes (vers d'autres articles de Wikipédia) sont à choisir avec parcimonie. Créez des liens vers des articles approfondissant le sujet. Les termes génériques sans rapport avec le sujet sont à éviter, ainsi que les répétitions de liens vers un même terme.
- Les liens externes sont à placer uniquement dans une section « Liens externes », à la fin de l'article. Ces liens sont à choisir avec parcimonie suivant les règles définies. Si un lien sert de source à l'article, son insertion dans le texte est à faire par les notes de bas de page.
- La présentation des références doit suivre les conventions bibliographiques. Il est recommandé d'utiliser les modèles {{Ouvrage}}, {{Chapitre}}, {{Article}}, {{Lien web}} et/ou {{Bibliographie}}. Le mode d'édition visuel peut mettre en forme automatiquement les références.
- Insérer une infobox (cadre d'informations à droite) n'est pas obligatoire pour parachever la mise en page.

Pour une aide détaillée, merci de consulter Aide:Wikification.
Si vous pensez que ces points ont été résolus, vous pouvez retirer ce bandeau et améliorer la mise en forme d'un autre article.
Mövenpick Hotels & Resorts (prononcé en allemand : [ˈmœːvənˌpɪk]) est une chaîne hôtelière internationale dont le siège est à Baar, en Suisse. Le groupe exploite actuellement plus de 80 établissements à travers 23 pays et une vingtaine d'autres sont en cours de planification ou de construction. Spécialisé dans les hôtels d'affaires et de conférences ainsi que dans les complexes touristiques, Mövenpick Hotels & Resorts affiche également sa présence avec des bateaux de croisière sur le Nil. 
Depuis septembre 2018, le groupe hôtelier est la propriété du groupe français AccorHotels depuis l'acquisition auprès des actionnaires précédents Mövenpick Holding (66,7%) et du Groupe Kingdom (33,3%).
Olivier Chavy a été nommé nouveau PDG en septembre 2016.

## Historique
Le groupe Mövenpick fondé en 1948 par Ueli Prager trouve ses origines avec l’ouverture d’un premier restaurant. C’est en se promenant au bord du lac de Zurich, en observant les élégants mouvements d’une mouette (Möwe en Allemand) qui sélectionne sa nourriture dans les eaux du lac qu'Ueli Prager trouva l’inspiration pour nommer son concept de restauration. Mövenpick était né. 
C’est l’inauguration de deux hôtels à Zurich en 1973 qui a marqué le début officiel de Mövenpick Hotels & Resorts. La chaîne hôtelière commence ensuite à s’étendre à l’international hors des frontières européennes en ouvrant un premier hôtel en Égypte (Le Caire) en 1976. 

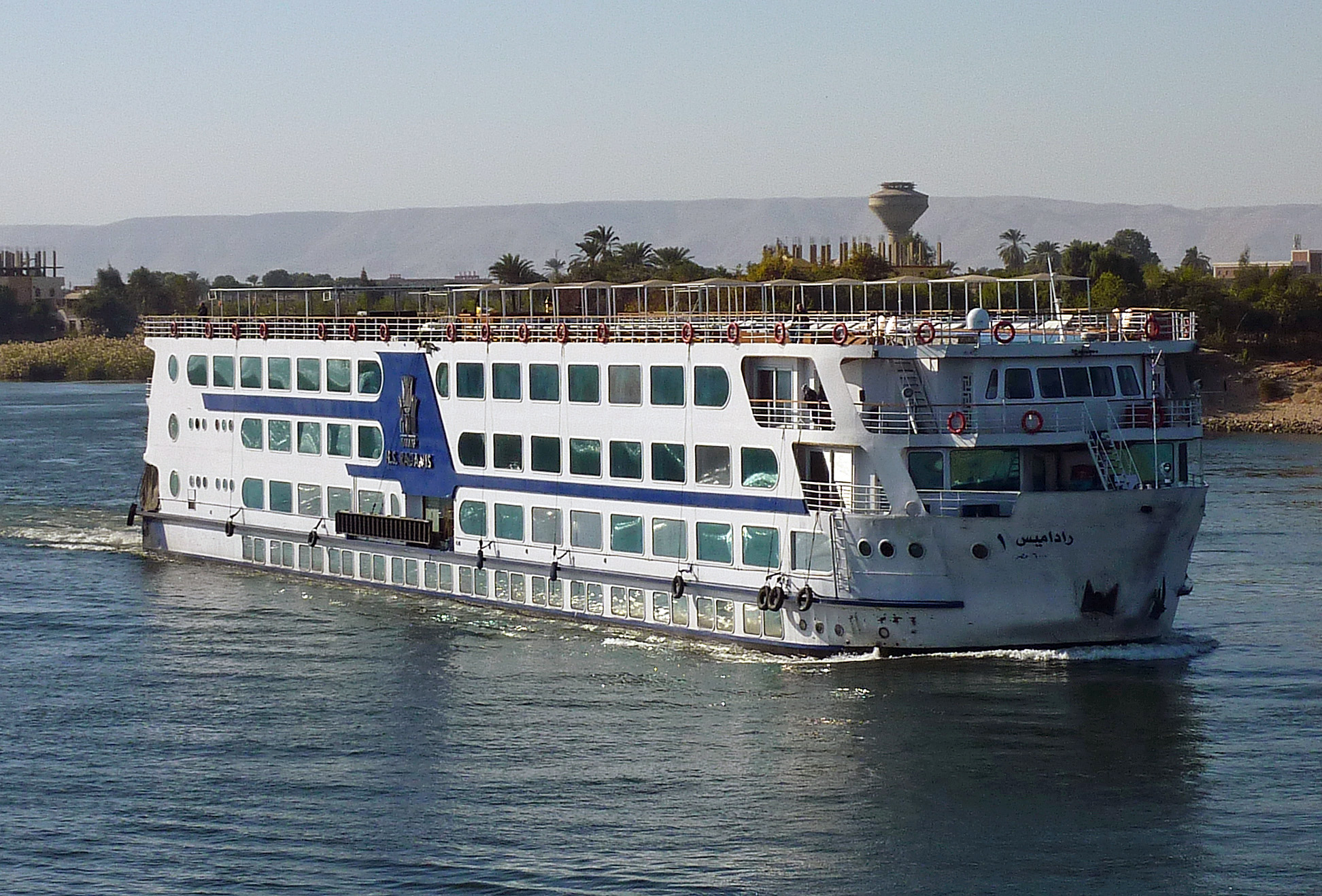
Le HS Radamis en 2024.

Puis, elle poursuit son expansion notamment à travers l'inauguration de la croisière sur le Nil du HS Radamis en 1991,.
En 1998 Mövenpick Holding crée quatre unités commerciales autonomes : Mövenpick Hotels & Resorts, Mövenpick Gastronomie, Mövenpick Vin et Mövenpick Fine Foods. 

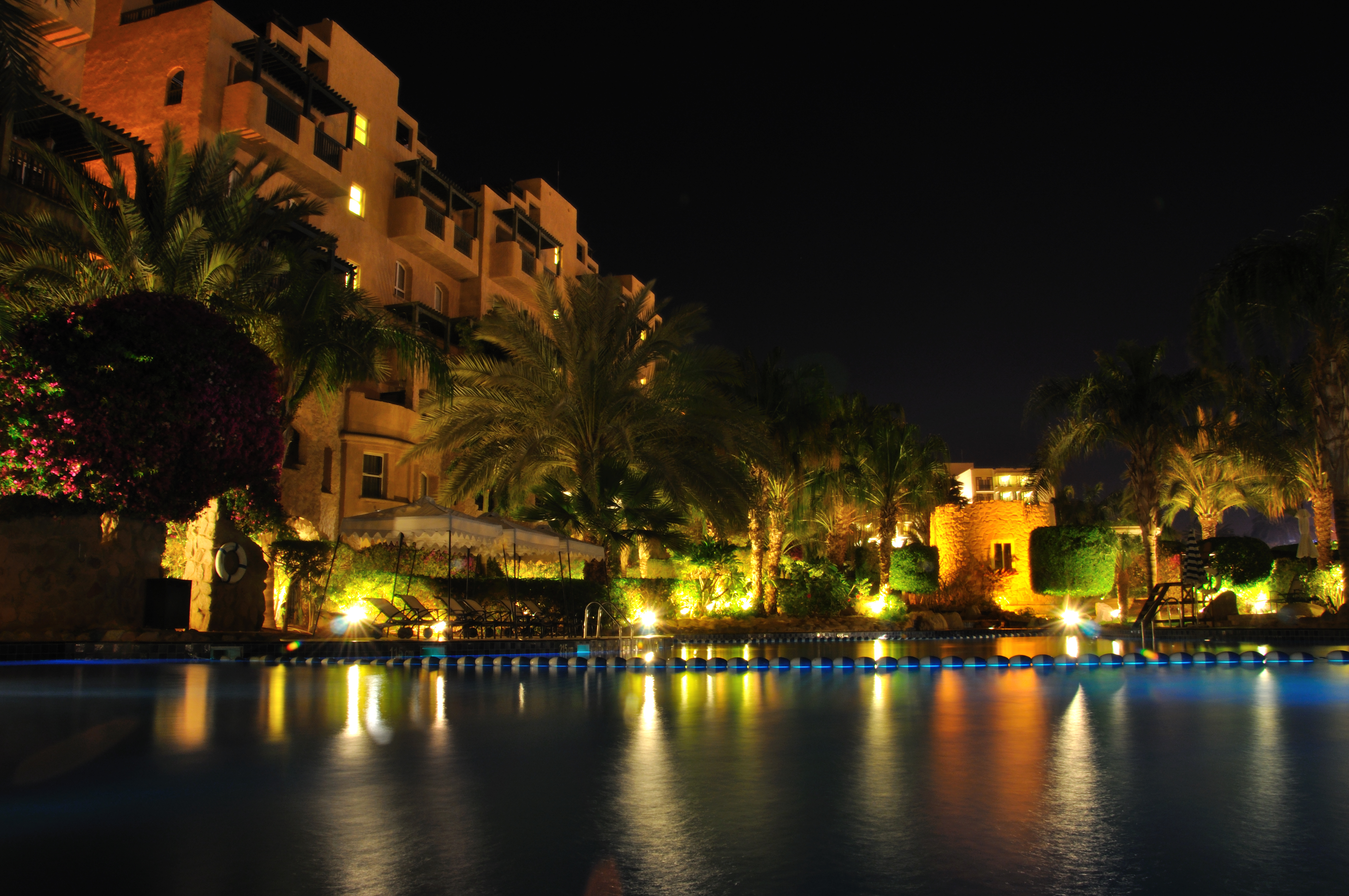
Mövenpick de Aqaba, Jordanie.

Le début des années 2000 est marqué par une forte croissance à l’international avec l’ouverture de deux hôtels en Tunisie et au Maroc, puis au Moyen-Orient et en Asie. En 2011 le fondateur de Mövenpick, Ueli Prager, meurt à l’âge de 95 ans],. Mövenpick Hotels & Resorts annonce l’ouverture de son 100e établissement en 2012, incluant les hôtels existants et ceux en cours de planification. L’Hôtel Mövenpick de Paris Neuilly ouvre en 2012 et est le premier établissement Mövenpick Hotels & Resorts en France.
En avril 2018, le groupe AccorHotels annonce l'acquisition de la totalité des titres du groupe Mövenpick pour une valeur d'entreprise de 560 millions CHF (482 millions EUR),. L'acquisition a été finalisée en septembre 2018.